# Saint-Sulpice-le-Dunois
Pour les articles homonymes, voir Saint-Sulpice.
Saint-Sulpice-le-Dunois est une commune française située dans le département de la Creuse en région Nouvelle-Aquitaine.

## Géographie

### Localisation
Saint-Sulpice-le-Dunois est situé à environ 6 kilomètres à l'est de Dun-le-Palestel.

### Hydrographie
Le territoire communal est arrosé par le ruisseau de Champotier affluent de la Creuse.
La Creuse borde le nord-est de la commune.

### Hameaux et lieux-dits
- Nombreux hameaux dont Champotier, Chabannes, le Mas Saint-Jean, les Verrines, Rousseau, la Barde (château).

### Climat
Pour des articles plus généraux, voir Climat de la Nouvelle-Aquitaine et Climat de la Creuse.
Historiquement, la commune est dans une zone de transition entre le climat océanique limousin et le climat montagnard.  
En 2020, Météo-France publie une typologie des climats de la France métropolitaine dans laquelle la commune est dans une zone de transition entre le climat océanique altéré et le climat de montagne et est dans la région climatique  Ouest et nord-ouest du Massif Central, caractérisée par une pluviométrie annuelle de 900 à 1 500 mm, maximale en automne et en hiver.
Pour la période 1971-2000, la température annuelle moyenne est de 10,7 °C, avec une amplitude thermique annuelle de 15,2 °C. Le cumul annuel moyen de précipitations est de 989 mm, avec 12,6 jours de précipitations en janvier et 7,9 jours en juillet. Pour la période 1991-2020, la température moyenne annuelle observée sur la station météorologique la plus proche, située sur la commune de Dun-le-Palestel à 5,09 km à vol d'oiseau, est de 0,0 °C et le cumul annuel moyen de précipitations est de 0,0 mm,. Pour l'avenir, les paramètres climatiques de la commune estimés pour 2050 selon différents scénarios d'émission de gaz à effet de serre sont consultables sur un site dédié publié par Météo-France en novembre 2022.

## Urbanisme

### Typologie
Au 1er janvier 2024, Saint-Sulpice-le-Dunois est catégorisée commune rurale à habitat très dispersé, selon la nouvelle grille communale de densité à 7 niveaux définie par l'Insee en 2022.
Elle est située hors unité urbaine. Par ailleurs la commune fait partie de l'aire d'attraction de Guéret, dont elle est une commune de la couronne,. Cette aire, qui regroupe 72 communes, est catégorisée dans les aires de moins de 50 000 habitants,.

### Occupation des sols
L'occupation des sols de la commune, telle qu'elle ressort de la base de données européenne d’occupation biophysique des sols Corine Land Cover (CLC), est marquée par l'importance des territoires agricoles (75,6 % en 2018), une proportion sensiblement équivalente à celle de 1990 (75,2 %). La répartition détaillée en 2018 est la suivante : 
zones agricoles hétérogènes (37,1 %), prairies (36,8 %), forêts (23,3 %), terres arables (1,7 %), zones urbanisées (1,1 %). L'évolution de l’occupation des sols de la commune et de ses infrastructures peut être observée sur les différentes représentations cartographiques du territoire : la carte de Cassini (XVIIIe siècle), la carte d'état-major (1820-1866) et les cartes ou photos aériennes de l'IGN pour la période actuelle (1950 à aujourd'hui).

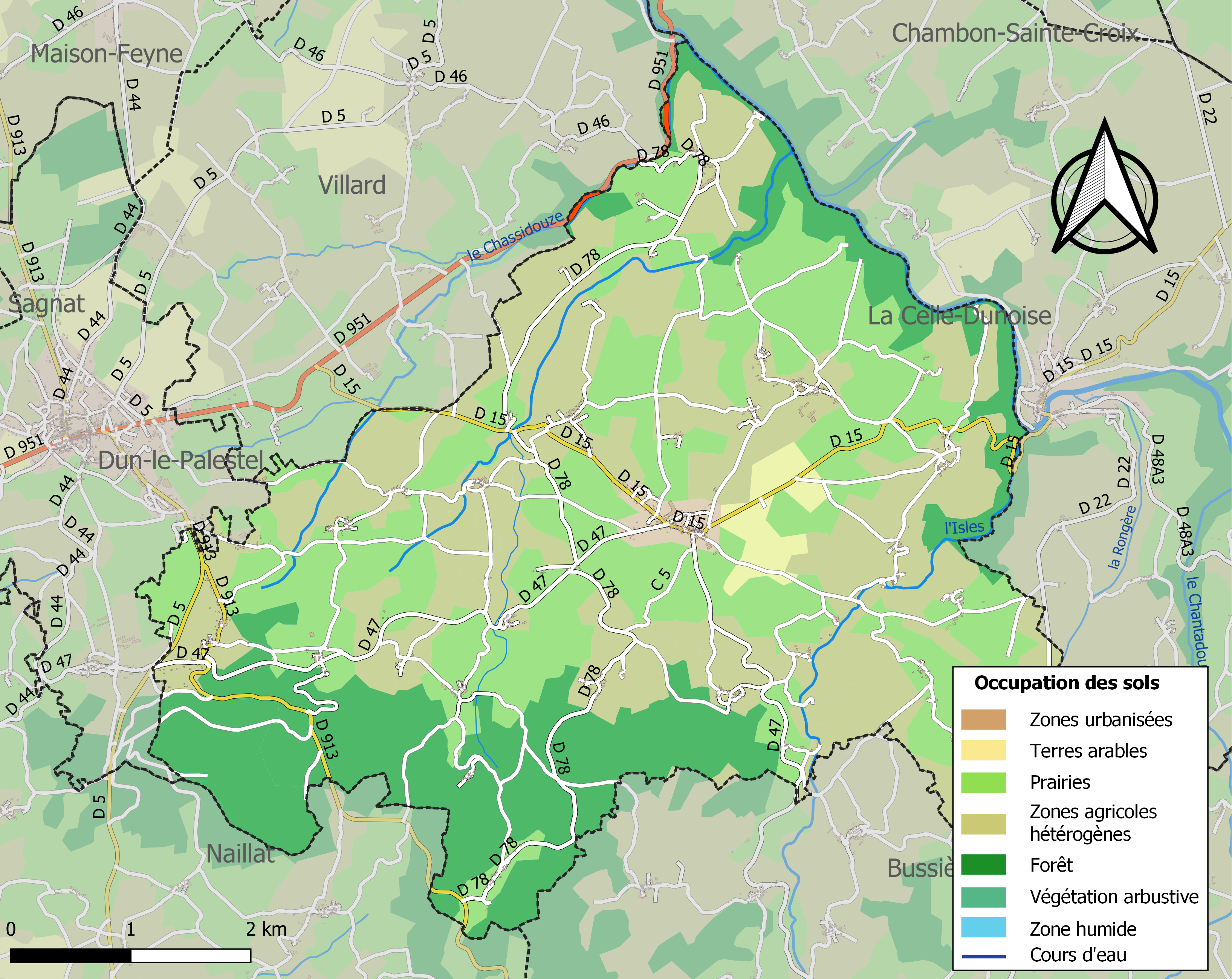
Carte des infrastructures et de l'occupation des sols de la commune en 2018 (CLC).

#### Transport routier
- Réseau TransCreuse

### Risques majeurs
Le territoire de la commune de Saint-Sulpice-le-Dunois est vulnérable à différents aléas naturels : météorologiques (tempête, orage, neige, grand froid, canicule ou sécheresse), inondations et séisme (sismicité faible). Il est également exposé à un risque technologique, la rupture d'un barrage, et à un risque particulier : le risque de radon. Un site publié par le BRGM permet d'évaluer simplement et rapidement les risques d'un bien localisé soit par son adresse soit par le numéro de sa parcelle.

#### Risques naturels
Certaines parties du territoire communal sont susceptibles d’être affectées par le risque d’inondation par débordement de cours d'eau, notamment la Creuse. La commune a été reconnue en état de catastrophe naturelle au titre des dommages causés par les inondations et coulées de boue survenues en 1982 et 1999,.

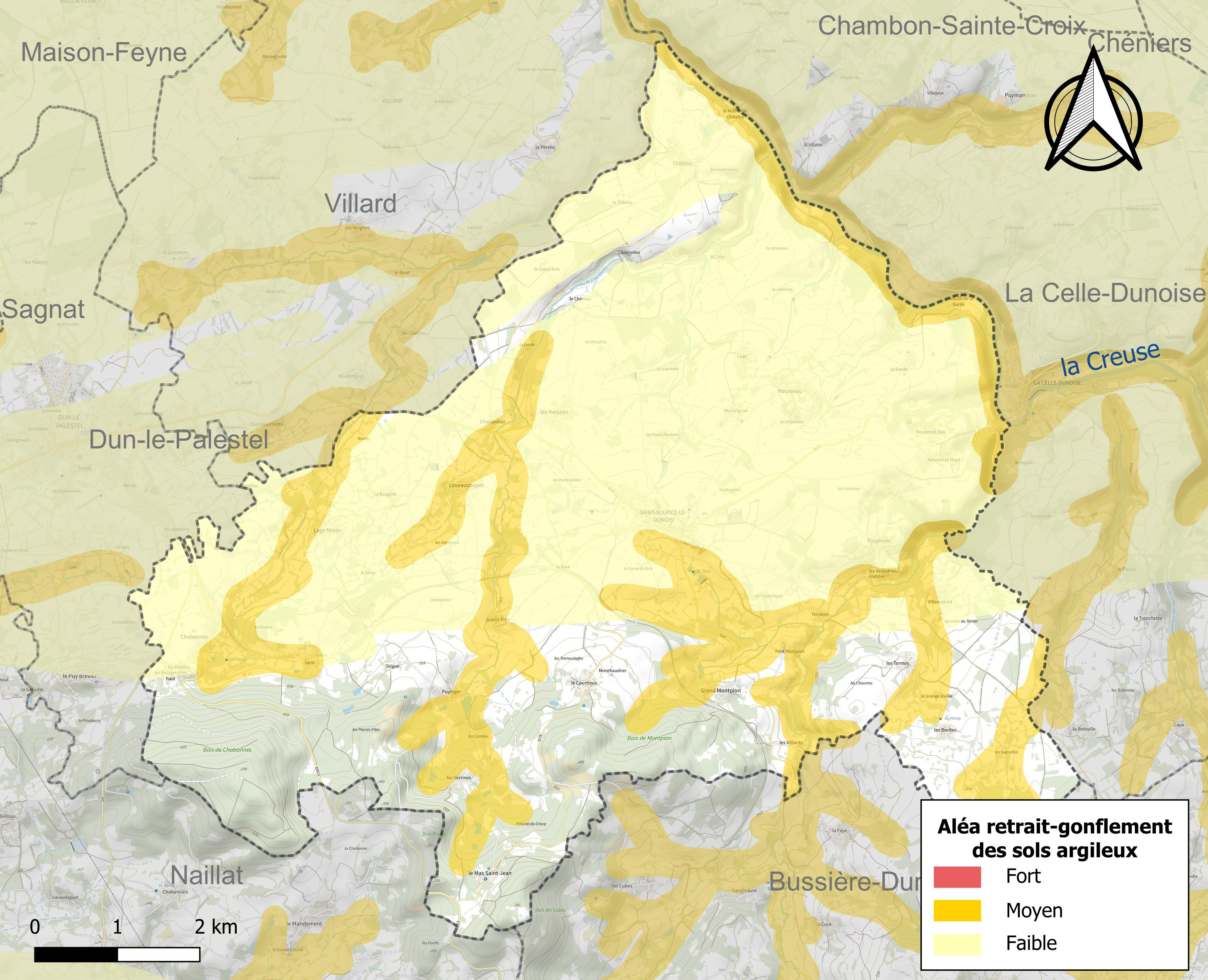
Carte des zones d'aléa retrait-gonflement des sols argileux de Saint-Sulpice-le-Dunois.

Le retrait-gonflement des sols argileux est susceptible d'engendrer des dommages importants aux bâtiments en cas d’alternance de périodes de sécheresse et de pluie. 22,9 % de la superficie communale est en aléa moyen ou fort (33,6 % au niveau départemental et 48,5 % au niveau national). Sur les 534 bâtiments dénombrés sur la commune en 2019,  97 sont en aléa moyen ou fort, soit 18 %, à comparer aux 25 % au niveau départemental et 54 % au niveau national. Une cartographie de l'exposition du territoire national au retrait gonflement des sols argileux est disponible sur le site du BRGM,.
Par ailleurs, afin de mieux appréhender le risque d’affaissement de terrain, l'inventaire national des cavités souterraines permet de localiser celles situées sur la commune.
Concernant les mouvements de terrains, la commune a été reconnue en état de catastrophe naturelle au titre des dommages causés par des mouvements de terrain en 1999.

#### Risques technologiques
La commune est en outre située en aval du  barrage de Confolent, un ouvrage sur la Creuse de classe A soumis à PPI, disposant d'une retenue de 4,7 millions de mètres cubes. À ce titre elle est susceptible d’être touchée par l’onde de submersion consécutive à la rupture de cet ouvrage.

#### Risque particulier
Dans plusieurs parties du territoire national, le radon, accumulé dans certains logements ou autres locaux, peut constituer une source significative d’exposition de la population aux rayonnements ionisants. Certaines communes du département sont concernées par le risque radon à un niveau plus ou moins élevé. Selon la classification de 2018, la commune de Saint-Sulpice-le-Dunois est classée en zone 3, à savoir zone à potentiel radon significatif.

## Histoire
De nombreux vestiges néolithiques, de l'âge du bronze, du fer et de la période gallo-romaine ont été trouvés dans divers hameaux éparpillés sur le territoire de la commune.
Au XIVe siècle, la cure de Saint-Sulpice était le siège de l'archiprêtré de Bénévent.

## Politique et administration

### Liste des maires
| Période                                  | Période  | Identité        | Étiquette | Qualité                    |
| ---------------------------------------- | -------- | --------------- | --------- | -------------------------- |
| Les données manquantes sont à compléter. |          |                 |           |                            |
| 1942                                     | 1967     | Marcel Jeanrot  |           |                            |
| 1967                                     | 1975     | Raymond Brunaud |           |                            |
| 1975                                     | 1983     | Raymond Pacaud  |           |                            |
| 1983                                     | 2001     | Simone Theillou |           |                            |
| 2001                                     | En cours | Gérard Delafont | PS        | Retraité de l'enseignement |

## Population et société

### Démographie
L'évolution du nombre d'habitants est connue à travers les recensements de la population effectués dans la commune depuis 1793. Pour les communes de moins de 10 000 habitants, une enquête de recensement portant sur toute la population est réalisée tous les cinq ans, les populations de référence des années intermédiaires étant quant à elles estimées par interpolation ou extrapolation. Pour la commune, le premier recensement exhaustif entrant dans le cadre du nouveau dispositif a été réalisé en 2005.

En 2022, la commune comptait 570 habitants, en évolution de −6,86 % par rapport à 2016 (Creuse : −3,32 %, France hors Mayotte : +2,11 %).
| 1793  | 1800  | 1806  | 1821  | 1831  | 1836  | 1841  | 1846  | 1851  |
| ----- | ----- | ----- | ----- | ----- | ----- | ----- | ----- | ----- |
| 1 613 | 1 469 | 1 542 | 1 733 | 1 769 | 1 760 | 1 771 | 1 738 | 1 763 |

| 1856  | 1861  | 1866  | 1872  | 1876  | 1881  | 1886  | 1891  | 1896  |
| ----- | ----- | ----- | ----- | ----- | ----- | ----- | ----- | ----- |
| 1 656 | 1 616 | 1 610 | 1 651 | 1 626 | 1 656 | 1 646 | 1 640 | 1 650 |

| 1901  | 1906  | 1911  | 1921  | 1926  | 1931  | 1936  | 1946  | 1954  |
| ----- | ----- | ----- | ----- | ----- | ----- | ----- | ----- | ----- |
| 1 608 | 1 622 | 1 626 | 1 347 | 1 304 | 1 233 | 1 222 | 1 166 | 1 069 |

| 1962 | 1968 | 1975 | 1982 | 1990 | 1999 | 2005 | 2006 | 2010 |
| ---- | ---- | ---- | ---- | ---- | ---- | ---- | ---- | ---- |
| 965  | 913  | 795  | 750  | 698  | 634  | 640  | 637  | 648  |

| 2015 | 2020 | 2022 | - | - | - | - | - | - |
| ---- | ---- | ---- | - | - | - | - | - | - |
| 620  | 577  | 570  | - | - | - | - | - | - |

## Économie
- Exploitations agricoles.

## Culture locale et patrimoine

### Lieux et monuments
- L'église Saint-Sulpice, XIIe siècle,  Inscrite MH (1994, inscription par arrêté du 20 mai 1994)[26],[27],[28].

Portail ouest avec voussures et colonnettes, intéressant ensemble de modillons (corniche sud)
Puissant clocher fortifié, s’apparentant à un véritable donjon que l’on suppose avoir été construit vers 1400.
Le chœur d’origine a été remanié au XIVe siècle (voûte d’ogives) et surélevé à cette époque à l’occasion des travaux de fortification. Le bas-côté nord et la chapelle adjacente datent du XVe siècle. Sur la corniche du côté sud, on remarque un curieux ensemble de modillons sculptés.
- A environ 2 kilomètres de Saint-Sulpice-le-Dunois, perché sur une hauteur à 473 mètres, se trouve le hameau du Mas Saint-Jean, avec une romantique chapelle. Cet édifice, d’une gracieuse simplicité avec ses murs en pierre sèche et son toit pentu en tuiles plates, a été édifié vers 1115, lorsque le comte de la Marche fit don du terrain alentour aux moines d’Aureil pour y fonder un éphémère prieuré. Cette chapelle  est aujourd'hui abritée par un énorme tilleul plusieurs fois centenaire (à un mètre du sol, la circonférence du tronc est largement supérieure à 12 mètres). Une pieuse légende assure que Jeanne d’Arc aurait prié en ce lieu à l’occasion d’une chevauchée en compagnie de Jean de Brosse, le maréchal de Boussac. Il n’en est rien, car il est depuis longtemps prouvé que la Pucelle ne mit jamais les pieds dans le comté de la  Marche non plus que dans le Bas-Berry.
- Le château de la Barde.
- Circuits de randonnée : le Mas Saint Jean, le Bois de Chabannes[29].

### Personnalités liées à la commune
- Jeanne d’Arc aurait prié en ce lieu cette chapelle  est aujourd'hui abritée par un énorme tilleul
- Jean de Brosse, né en 1375 au château d'Huriel, mort en juin 1433, au château de Boussac, Creuse, seigneur de Boussac (Creuse), Sainte-Sévère (Indre) et Huriel (Allier), maréchal de France. Fils de Pierre de Brosse, seigneur d'Huriel et de Marguerite de Malleval, dame de La Forêt
- François Lassare, né le 22 novembre 1797 à Saint-Sulpice-le-Dunois, mort à une date inconnue, est un homme politique français.
- Jules Merle de La Brugière, comte de Laveaucoupet (1806-1892), officier général qui s’illustra durant les combats de 1870. La maison qu'il possédait à Saint-Sulpice est presque contiguë à l'église, et abrite aujourd'hui un restaurant.
- Bernard de Froment, ancien député et président du conseil général de la Creuse,  possède une résidence secondaire dans un des hameaux dépendant de Saint-Sulpice-le-Dunois.